# ScAuSn
ScAuSn是一种金属间化合物，其中Au的电子构型为5d106s26p2，该化合物的价态为Sc3+Au3−Sn0。它可由钪、金和锡在钽坩埚中高温（>1000 °C）反应得到。它是灰色固体，空间群F43m。